# Тор Екхоф
Тор Екхоф (на норвежки: Tor Eckhoff), по-известен с псевдонима Апетор (на норвежки: Apetor), е норвежки ютюбър.

## Биография
Екхоф е роден на 22 ноември 1964 г. Живее в Санефьор, Норвегия, където работи във фабрика за бои.

## YouTube-кариера
Екхоф се регистрира в Ютюб на 10 октомври 2006 г. и публикува първото си видео на 11 октомври 2006 г. Във видеоклиповете си той често кара кънки на лед по замръзнали езера, в които също често се гмурка по бельо. Пиенето на водка Vikingfjord е често срещана гледка в канала му, въпреки че той твърди, че няма връзка с марката и че никога не е имал връзка с компанията, която я произвежда. Неговите видеоклипове са гледани над 380 милиона пъти, а каналът му има над 1,21 милиона абонати.

## Смърт
На 26 ноември 2021 г. Екхоф пада през леда на езеро близо до Конгсберг, Норвегия, докато записва видео за своя канал в Ютюб. Той е спасен от водолази, и откаран с хеликоптер до университетската болница Ullevål. Умира след един ден в болницата. От полицията отбелязват, че в леда е изрязана дупка, а той е бил сам на мястото на инцидента. Към момента на смъртта му каналът му има над милион абонати.